# The Legend of Zelda: Tears of the Kingdom
The Legend of Zelda: Tears of the Kingdom (ゼルダの伝説 ティアーズ オブ ザ キングダム Zeruda no Densetsu: Tiāzu obu za Kingudamu?, tdl. «La leyenda de Zelda: Lágrimas del reino») es un videojuego de acción-aventura y mundo abierto de 2023 de la serie The Legend of Zelda, desarrollado por la filial Nintendo EPD en colaboración con Monolith Soft y publicado por Nintendo para la consola Nintendo Switch. Es la decimonovena entrega de la serie y sirve argumentalmente como secuela de The Legend of Zelda: Breath of the Wild. Su fecha de lanzamiento fue el 12 de mayo de 2023.
Tears of the Kingdom se concibió después de que las ideas para el contenido descargable (DLC) de Breath of the Wild habían excedido su alcance. Se mostró un avance en el E3 2019 con una revelación completa en el E3 2021. El lanzamiento de Tears of the Kingdom se planeó inicialmente en 2022 antes de retrasarse hasta mayo de 2023. Recibió elogios por sus numerosas mejoras, mundo abierto ampliado y características que fomentan la exploración y la experimentación. En sus primeros tres días luego de su lanzamiento el 12 de mayo de 2023, el juego vendió más de 10 millones de unidades.

## Argumento
Tras los acontecimientos de The Legend of Zelda: Breath of the Wild, la princesa Zelda junto a Link exploran los cimientos del castillo de Hyrule, en el que encuentran una sala donde reposa un cadáver momificado. Después de que el cadáver tome vida y se levante, ataca a Zelda y Link, dejando a este último malherido y rompiendo el filo de su Espada Maestra. Tras ello desata su poder rompiendo el sello que lo mantenía retenido y se eleva el castillo de Hyrule. Zelda sufre una caída mientras el sitio se derrumba y desaparece mágicamente. Link deberá encontrar a la princesa Zelda por cielo, tierra y subsuelo y así salvar al reino de Hyrule del resurgido Ganondorf, el rey demonio.

## Jugabilidad
Tears of the Kingdom es un videojuego de acción-aventura ambientado en un mundo abierto donde los jugadores pueden explorar el reino de Hyrule mientras controlan a Link. El jugador controla a Link en una perspectiva en tercera persona y en un espacio tridimensional. En cuanto a su estructura, el juego no es lineal, por lo que se le dan pocas instrucciones al jugador y se pueden explorar libremente las áreas del juego.

## Desarrollo

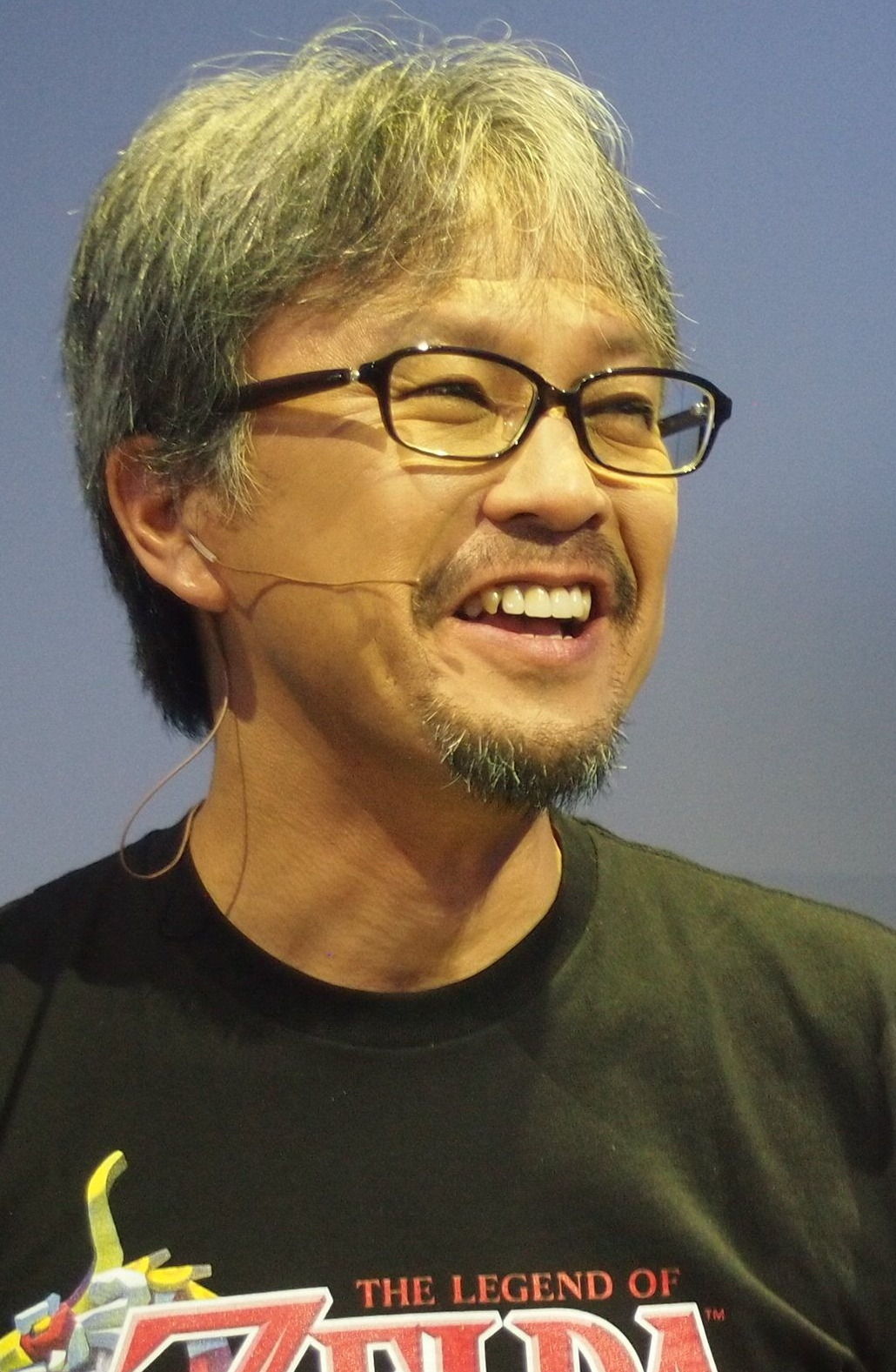
Eiji Aonuma, productor del videojuego The Legend of Zelda: Tears of the Kingdom

El desarrollo de The Legend of Zelda: Tears of the Kingdom comenzó a finales de 2017, como una secuela directa de The Legend of Zelda: Breath of the Wild. Originalmente se pensó como un contenido descargable del juego original, pero según su productor, Eiji Aonuma, tuvieron demasiadas ideas por lo que decidieron hacer un nuevo juego. Además declaró que la secuela no tendría relación o inspiración de Majora's Mask, pero que el juego iba a tomar un tono más oscuro. El equipo de desarrollo del juego, Monolith Soft, tuvo una expansión en sus divisiones para trabajar en la secuela.
Para la realización del primer tráiler, Nintendo usó imágenes de captura de movimiento que posteriormente fueron renderizadas y transformadas en animación con gráficos cel-shading. En junio de 2021, Aonuma afirmó que habían expandido el mapa del juego comparado con su predecesor y que se podían explorar los cielos de Hyrule.
El equipo de desarrollo creó ideas durante el desarrollo de Breath the Wild. Aonuma dijo que el equipo acordó que la secuela volvería a la misma versión de Hyrule. El director técnico, Takuhiro Dohta, dijo que se inspiró en Wii Sports Resort para usar el mismo lugar pero agregando nuevas mecánicas: "La idea de tener nuevos descubrimientos en el mismo escenario me llamó la atención".  También señaló que usar ubicaciones familiares es útil para los jugadores cuando se lanzan desde el cielo. El equipo amplió las áreas de exploración hacia el cielo y el subsuelo. Aonuma se refirió a Skyward Sword y comentó que debido a las limitaciones del hardware, los desarrolladores no pudieron lograr un descenso perfecto desde el cielo hasta la superficie. En ese juego, Link se limitaba a zambullirse solo desde puntos específicos. Con las capacidades de Switch, Tears of the Kingdom ahora podría brindar la libertad de atravesar un mundo de juego que está conectado tanto horizontal como verticalmente.
Debido a su similitud con Breath of the Wild, los desarrolladores experimentaron un "fuerte deja vu".  Aonuma dijo que el equipo de desarrollo estaba tratando de crear algo nuevo pero también algo similar al juego anterior y se dio cuenta de que algunos aspectos "ya estaban como debían". Fujibayashi también dijo que hubo ocasiones en las que tuvieron problemas para diferenciar entre los dos juegos. Los desarrolladores se acercaron a Tears of the Kingdom con una lista de ideas que querían incluir en Breath of the Wild. Aonuma quería que el jugador pasara a la clandestinidad en Breath of the Wild, pero estaba restringido por las limitaciones técnicas de Wii U. Tears of the Kingdom reintrodujo grandes mazmorras en la serie, que están conectadas a la superficie de Hyrule. El director técnico Takuhiro Dohta dijo que las mazmorras fueron diseñadas con características regionales para que sean únicas en sus respectivos entornos "al igual que los juegos tradicionales de The Legend of Zelda". Las mazmorras se crearon principalmente para mostrar la gama de poderes y artilugios de Link como una forma de maximizar el juego. Además, fueron diseñados para acceder a ellos sin problemas en lugar de estar cerrados, lo que permite al jugador sumergirse desde el cielo directamente en la mazmorra y volver a salir en cualquier momento.
Uno de los conceptos básicos es la capacidad de construir nuevos elementos. Fujibayashi dijo que inmediatamente después del lanzamiento de Breath of the Wild, los jugadores comenzaron a experimentar y publicaron videos de sus logros en las redes sociales. Esto le dio al equipo de desarrollo la confianza para crear más herramientas en Tears of the Kingdom que los jugadores podrían usar para crear su propia experiencia de juego única. Los dispositivos Zonai se introdujeron para fomentar una mayor experimentación, pero esto también requería que se estableciera un equilibrio entre permitir que el jugador fuera creativo y mantener las limitaciones para garantizar que los jugadores no pudieran romper el juego con dispositivos de potencia infinita.
El tema de las "manos" se utilizó como elemento general como una forma de expresar el concepto de conexión. Está presente en la mecánica, la historia, las imágenes y el sonido. Dohta dijo que "unir manos" y cooperar con otros personajes es un aspecto importante, junto con la capacidad de Link de usar sus manos para crear objetos. El brazo derecho de Link se creó como una forma de distinguirlo de las iteraciones anteriores del personaje, pero también se usa simbólicamente para resolver acertijos y abrir puertas. Aonuma dijo que el tema también está presente en la historia, lo que implica conectarse con la historia de Hyrule.
La habilidad Ascender se desarrolló a partir de una función de depuración que Aonuma y Fujibayashi usaron para salir de las cuevas. Estuvieron de acuerdo en que era agotador navegar todo el camino a través de las cuevas y querían hacer trampa para llegar a la superficie. Su implementación planteó otros desafíos, como garantizar que el jugador no ascendiera a un espacio vacío debido a problemas de carga de datos. Aonuma se inspiró en los juegos de mundo abierto Red Dead Redemption 2 y The Elder Scrolls V: Skyrim. En marzo de 2023, el productor del juego anunció que el desarrollo del mismo estaba completado.

## Lanzamiento
A finales de 2017, el productor de la saga, Eiji Aonuma, anunció que estaban trabajando en la creación de un nuevo juego de Zelda para Nintendo Switch, tras finalizar con el desarrollo de Breath of the Wild. En una presentación del E3 2019, se reveló un avance del videojuego, mostrándose el regreso de los gráficos de alta definición con un estilo artístico cel shading de Breath of the Wild.
El 17 de febrero de 2021, durante un Nintendo Direct, Eiji Aonuma se disculpó por no tener nada que mostrar de la secuela de Breath of the Wild y afirmó que el desarrollo estaba «avanzando sin problemas» y que deberían poder mostrar más información ese mismo año. En el E3 de 2021, se mostró un nuevo tráiler y que iba a tener un lanzamiento en 2022. El gerente sénior de marketing de Nintendo, Bill Trinen, dijo que no podían revelar el subtítulo del juego debido a que podía revelar pistas de la historia del juego, además consideró injustas las comparaciones con Majora's Mask, y declaró que en un futuro será evidente  «lo que hace tan única» a la secuela.
El 29 de marzo de 2022, Aonuma dio a conocer mediante las redes sociales de Nintendo que el juego iba a ser retrasado hasta el primer semestre de 2023, para así extender la fase de desarrollo del mismo. En septiembre del mismo año se reveló el nombre oficial del juego The Legend of Zelda: Tears of the Kingdom, y su fecha de lanzamiento para el 12 de mayo de 2023.

## Recepción

### Crítica
Erik Kain de Forbes alabó los gráficos del juego mostrados en el juego, calificándolos de «visualmente impresionantes».

### Premios
Tears of the Kingdom recibió una nominación en los Game Awards de 2020 y 2021 en la categoría de «juego más esperado», pero fue derrotado en ambas nominaciones por el videojuego de rol de FromSoftware Elden Ring, volvió a ser nominado en la entrega de 2022, en la que finalmente obtuvo el premio. En el E3 Awards Show de 2021, la secuela de Breath of the Wild ganó el premio en la categoría de «juego más esperado de Nintendo». En 2022 recibió una nominación en los Golden Joystick en la categoría de «juego más esperado». En The Game Awards 2023 venció en la categoría «mejor juego de acción/aventura» y «juego del año» fue nominado a «mejor dirección», «mejor dirección de arte» y «mejor música y banda sonora».